# John D'Aquino
John Aquino conocido como John D'Aquino, (Brooklyn, Nueva York, 14 de abril de 1958) es un actor estadounidense, conocido por su papel como el teniente Benjamin Krieg en la serie de ciencia ficción SeaQuest DSV durante la primera temporada. También ha aparecido en series de televisión como Baywatch, Matlock, Melrose Place, Murder, She Wrote, Seinfeld, Sliders, Quantum Leap, Xena: Warrior Princess. Ha tenido papeles en 3rd Rock from the Sun, JAG y es reportero de noticias en Comedy Central, para la serie That's My Bush!. También ha trabajado en la serie de Disney Channel Cory en la Casa Blanca como el presidente Richard Martinez.

## Filmografía
- 1985: Wildside (serie de televisión): Varges De La Cosa (1985)
- 1987: No Way Out: Teniente John Chadway
- 1988: Dirty Dozen: The Series (serie de televisión): Jean Lebec
- 1988: Police Story: The Watch Commander (serie de televisión): Teniente Carl Corelli
- 1988: Slipping Into Darkness: Fritz
- 1989: Pumpkinhead: Joel
- 1990: Shades of LA (serie de televisión): Det. Michael Burton
- 1992: Stompin' at the Savoy (serie de televisión): Bill
- 1993: SeaQuest DSV (serie de televisión): Benjamin Krieg
- 1996: The Babysitter's Seduction (serie de televisión): Paul Richards
- 1996: Xena: la princesa guerrera: Ulises
- 1998: Hard Time (serie de televisión): Ray Hertz
- 1999: Cowboys and Angels: Louis
- 2002: It's All About You: John
- 2007: Cory in the House: Richard Martinez
- 2007: Zack y Cody: Gemelos en acción: "Crítico del restaurante del Tipton"
- 2007: Hannah Montana: Richard Matinez
- 2007: CSI: Crime Scene Investigation: Abogado
- 2011: A Todo Ritmo: Don Rio Garcia
- 2020: S.W.A.T. (serie de televisión de 2017): Afton